# Mastigimas anjosi
Mastigimas anjosi (лат.) — вид мелких листоблошковых рода Mastigimas из семейства Calophyidae.

## Распространение
Южная Америка: Бразилия, Венесуэла.

## Описание
Мелкие полужесткокрылые насекомые (около 5 мм). Внешне похожи на цикадок, задние ноги прыгательные. От близких видов отличаются следующими признаками: 1-й членик усиков (скапус) примерно в 1,2 раза длиннее ширины, 3-й членик примерно вдвое длиннее 4-го. Переднее крыло наиболее широкое в вершинной трети, широко закругленное на вершине; птеростигма относительно длинная и стройная. Парамер самцов короткий, сильно расширяющийся к вершине; ширина внутренней лопасти примерно в два раза меньше ширины внешней лопасти на вершине. Проктигер самки с длинной и сильно приподнятой апикальной частью. Голова и грудь сверху светло-зеленовато-жёлтые с темно-коричневыми точками и полосами; голова снизу беловатая. Глаза сероватые, глазки оранжевые. Усики темно-коричневые, скапус и педицель светло-коричневые. Переднее крыло прозрачное с коричневыми жилками и светлым или темным птеростигмами. Ноги светлые, вершины голеней и членики лапок коричневые. Брюшко с тергитами темно-коричневого или чёрного цвета; стерниты самцов светло-желтые с обширными темно-коричневыми отметинами, стерниты самок равномерно светло-желтые.  Взрослые особи и нимфы питаются, высасывая сок растений из флоэмы. Передние перепончатые крылья в состоянии покоя сложены крышевидно. Антенны 10-члениковые.

## Биология и значение
Самки Mastigimas anjosi откладывают яйца на очень молодые, нежные листочки сложных листьев Toona ciliata (интродуцированное быстрорастущее дерево из семейства Мелиевые, родом из тропической Азии и Австралии), предпочтительно близко к жилкам, обычно на нижней поверхности. Во время роста нимфы края листочков начинают скручиваться, и листочки становятся все более и более деформированными. Появляются хлорозы, пятна и некрозы, которые постепенно увеличиваются, пока листочки не станут полностью жёлтыми, засыхают и опадают. Внутри одного и того же листа может наблюдаться нерегулярное пожелтение листочков. Когда физиологические условия атакованных листочков становятся неадекватными для развития листоблошек, нимфы перемещаются к основным жилкам сложных листьев, где они собираются, а затем также колонизируют нежную кору стеблей.
В отличие от нормального раскрывания листьев листоблошки вызывают преждевременное опадание листочков на верхушке листа. Преждевременная потеря листьев приводит к чрезмерному боковому прорастанию с последующей потерей верхушечного доминирования. Высокая инвазия листоблошек приводит к дефолиации и этиоляции деревьев, которые приобретают непропорциональную форму. До полной потери листьев оставшиеся листочки желтоватые, некротизированные, сухие и деформированные. Это уменьшение листовой поверхности приводит к потере площади ассимиляции. Сильное заражение также может привести к поломке, падению или гибели деревьев. Помимо этих повреждений нимфы выделяют хлопьевидный воск, который накапливается на листочках, черешках и молодых ветвях. Воск и медвяная падь, выделяемые листоблошками, способствуют развитию плесени, покрывающей листья и почки, что останавливает фотосинтез.
Последовательные вспышки размножения M. anjosi наблюдались на нескольких плантациях Toona ciliata в штате Минас-Жерайс. На двухлетней плантации из 20 тысяч деревьев T. ciliata в Сообществе Каррейрос в Оро-Бранко описанные выше симптомы наблюдались в июне и ноябре 2008 года и апреле 2009 года, когда нападения листоблошек были серьёзными после неоднократных заражений.

## Таксономия и этимология
Вид был впервые описан в 2011 году швейцарским колеоптерологом Даниэлем Буркхардтом (Naturhistorisches Museum, Базель, Швейцария) и его коллегами из Бразилии и Германии. Видовое название дано в честь профессора Norivaldo dos Anjos (Viçosa), обнаружившего этот вид на растениях Toona ciliata.